# Рој Ликтенстајн
Рој Ликтенстајн (енгл. Roy Lichtenstein; Њујорк, 27. октобар 1923 — Њујорк, 29. септембар 1997) био је амерички сликар, вајар и графичар.  Био је један од оснивача поп-арта, покрета који представља противтежу техникама и концептима апстрактног експресионизма и који велича технике масовних медија и иконе популарне културе.

## Биографија
Као младић, Ликтенстајн је једно вријеме студирао са сликарем Реџиналдом Маршом (енгл. Reginald Marsh). Послије одслужења војног рока у Другом свјетском рату, завршава студије умјетности на универзитету у Охају, гдје од 1946. године до 1951. године предаје као професор. Био је професор и на колеџу Њујоршког државног универзитетска Озвего (1957—1960) (енгл. New York State University College, Oswego) и колеџу Даглас на универзитету Раџерс у Њу Бранзвику, Њу Џерзи (1960—1963) (енгл. Douglass College of Rutgers University, New Brunswick, New Jersey).
На почетку каријере Ликтенстајн слика теме са америчког Запада у различитим модернистичким стиловима. Године 1957. почиње да слика у стилу америчког апстрактног експресионизма, али га врло брзо напушта. По енглеско-аустријском историчару умјетности, Ернсту Х. Гомбриху, Ликтенстајново интересовање за вињете и ликове из стрипова највјероватније долази од момента када је 1960. године за своју дјецу насликао Микија Мауса и Пају Патка. У почетку незадовољан овом техником и не баш одушевљен концептом директног присвајања, Ликтенстајн убрзо открива скривене могућности когнитивне и естетске интерпретације, које се намећу премјештањем икона масовних медија у контекст лијепих умјетности.